# Чилбир

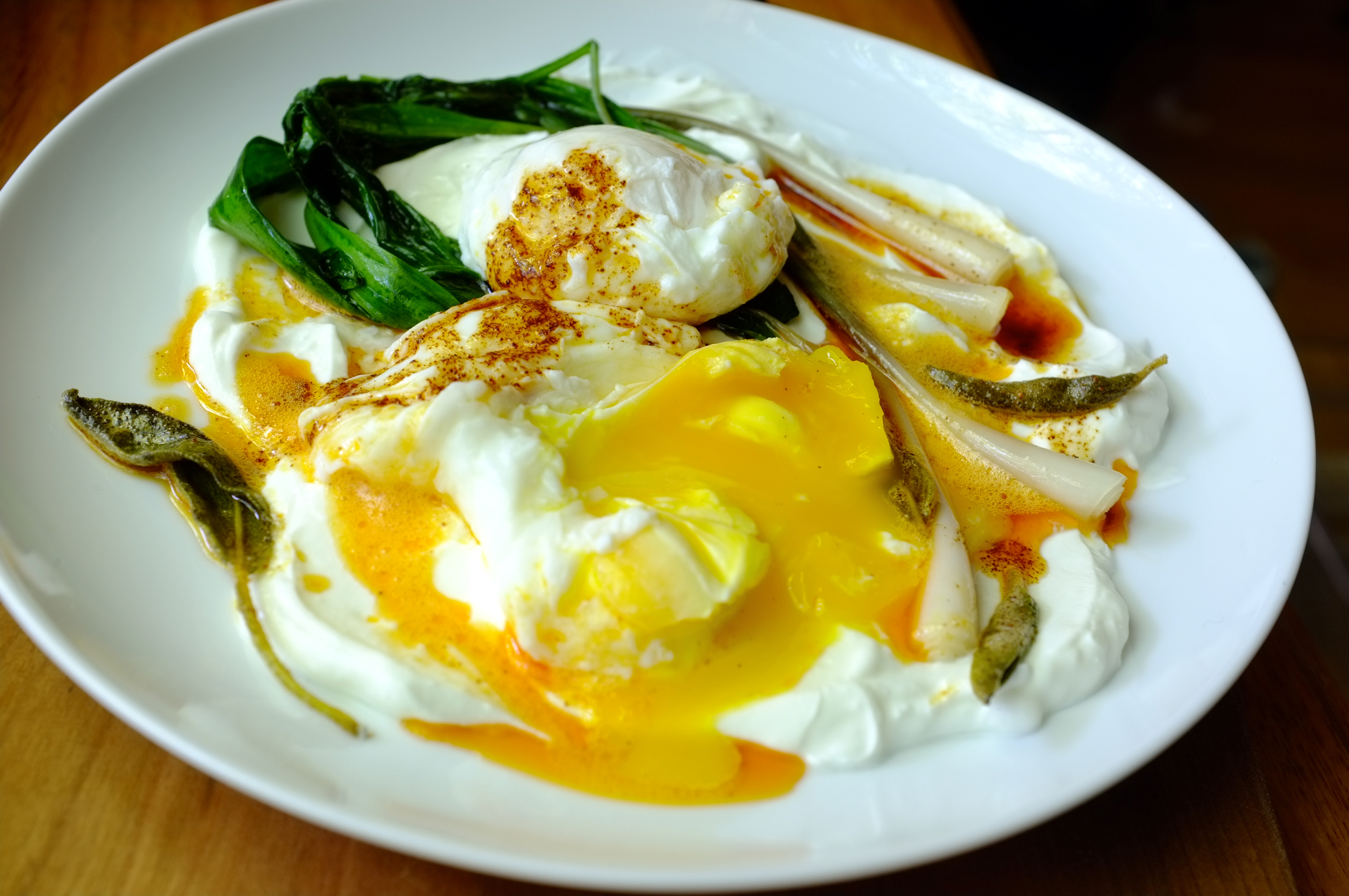
Турецький чилбир з черемшею

Чилбир (тур. Çılbır) — турецька страва з яєць, що нагадує яйце пашот. Готується з йогуртом, часто з додаванням часнику. Існують письмові джерела, які підтверджують, що чилбир їли османські султани ще в XV столітті. Нині прийнято подавати страву з пряженим маслом, просоченим алепським перцем, який можна замінити паприкою. У балканських країнах, таких як Боснія і Герцеговина, Чорногорія і Сербія, турецьке слово çılbır трансформувалося в чимбур (čimbur), і також стосується страви з яєць.
У Боснії, особливо місті Зениця, є традиція проводити з нагоди першого дня весни фестиваль Чимбуриджада (Chimburijada). Під час нього жителі зустрічають світанок на березі річки і готують чимбур з яєць, каймаку і цибулі. Яйце як символ зародження нового життя запікається у великих мисках — по сотні штук в одній мисці. Таким чином мешканці Зениці вітають весну, народження нового життя, відродження природи.
Майже ідентична страва «яйця по-панагюрськи» є в Болгарії.